# Montjean-sur-Loire
Montjean-sur-Loire és un municipi francès situat al departament de Maine i Loira i a la regió de País del Loira. L'any 2007 tenia 2.736 habitants.

## Demografia

### Població
El 2007 la població de fet de Montjean-sur-Loire era de 2.736 persones. Hi havia 1.110 famílies de les quals 335 eren unipersonals (117 homes vivint sols i 218 dones vivint soles), 405 parelles sense fills, 322 parelles amb fills i 48 famílies monoparentals amb fills.
La població ha evolucionat segons el següent gràfic:
Habitants censats

### Habitatges
El 2007 hi havia 1.304 habitatges, 1.135 eren l'habitatge principal de la família, 105 eren segones residències i 64 estaven desocupats. 1.143 eren cases i 99 eren apartaments. Dels 1.135 habitatges principals, 746 estaven ocupats pels seus propietaris, 364 estaven llogats i ocupats pels llogaters i 25 estaven cedits a títol gratuït; 43 tenien una cambra, 74 en tenien dues, 188 en tenien tres, 294 en tenien quatre i 535 en tenien cinc o més. 835 habitatges disposaven pel capbaix d'una plaça de pàrquing. A 488 habitatges hi havia un automòbil i a 500 n'hi havia dos o més.

### Piràmide de població
La piràmide de població per edats i sexe el 2009 era:
| Homes | Edats   | Dones |
| ----- | ------- | ----- |
| 8     | 95 o +  | 12    |
| 4     | 90 a 94 | 28    |
| 20    | 85 a 89 | 28    |
| 12    | 80 a 84 | 16    |
| 52    | 75 a 79 | 72    |
| 80    | 70 a 74 | 80    |
| 80    | 65 a 69 | 80    |
| 60    | 60 a 64 | 56    |
| 52    | 55 a 59 | 76    |
| 72    | 50 a 54 | 68    |
| 116   | 45 a 49 | 100   |
| 84    | 40 a 44 | 80    |
| 72    | 35 a 39 | 88    |
| 84    | 30 a 34 | 104   |
| 88    | 25 a 29 | 76    |
| 80    | 20 a 24 | 72    |
| 80    | 15 a 19 | 108   |
| 60    | 10 a 14 | 100   |
| 112   | 5 a 9   | 64    |
| 44    | 0 a 4   | 72    |

## Economia
El 2007 la població en edat de treballar era de 1.677 persones, 1.236 eren actives i 441 eren inactives. De les 1.236 persones actives 1.146 estaven ocupades (626 homes i 520 dones) i 91 estaven aturades (36 homes i 55 dones). De les 441 persones inactives 180 estaven jubilades, 140 estaven estudiant i 121 estaven classificades com a «altres inactius».

### Ingressos
El 2009 a Montjean-sur-Loire hi havia 1.158 unitats fiscals que integraven 2.797 persones, la mediana anual d'ingressos fiscals per persona era de 17.348,5 €.

### Activitats econòmiques
Dels 121 establiments que hi havia el 2007, 4 eren d'empreses extractives, 2 d'empreses alimentàries, 8 d'empreses de fabricació d'altres productes industrials, 16 d'empreses de construcció, 26 d'empreses de comerç i reparació d'automòbils, 7 d'empreses de transport, 13 d'empreses d'hostatgeria i restauració, 2 d'empreses d'informació i comunicació, 3 d'empreses financeres, 5 d'empreses immobiliàries, 9 d'empreses de serveis, 17 d'entitats de l'administració pública i 9 d'empreses classificades com a «altres activitats de serveis».
Dels 31 establiments de servei als particulars que hi havia el 2009, 1 era una oficina d'administració d'Hisenda pública, 1 oficina de correu, 2 oficines bancàries, 2 tallers de reparació d'automòbils i de material agrícola, 1 taller d'inspecció tècnica de vehicles, 3 guixaires pintors, 5 fusteries, 4 lampisteries, 1 electricista, 1 empresa de construcció, 4 perruqueries, 4 restaurants i 2 agències immobiliàries.
Dels 12 establiments comercials que hi havia el 2009, 1 era un supermercat, 1 una botiga de menys de 120 m², 3 fleques, 2 carnisseries, 1 una llibreria, 1 una botiga d'equipament de la llar, 1 una sabateria, 1 un drogueria i 1 una floristeria.
L'any 2000 a Montjean-sur-Loire hi havia 32 explotacions agrícoles que ocupaven un total de 1.116 hectàrees.

## Equipaments sanitaris i escolars
El 2009 hi havia 1 farmàcia i 1 ambulància.
El 2009 hi havia 2 escoles elementals.

## Poblacions més properes
El següent diagrama mostra les poblacions més properes.